# Vicky Donor
Vicky Donor è un film del 2012 diretto da Shoojit Sircar.
È un remake del film canadese Starbuck - 533 figli e... non saperlo!.

## Trama
Dr. Baldev Chaddha è un esperto di fertilità che gestisce una clinica e una banca di sperma a Daryaganj, Delhi, che garantisce spermatozoi di alta qualità e specialità per le coppie. Purtroppo, ha più casi falliti al suo merito rispetto ai successi. È necessario un donatore sani e ad alte prestazioni.
Mentre cerca il suo 'Alessandro indiano', Chaddha si imbatte in Vicky Arora. Vicky è l'unico figlio della sua madre vedova Dolly, che gestisce un piccolo salotto da loro casa a Lajpat Nagar. Vive con la madre e la nonna e non fornisce alcun sostegno finanziario a loro. Dolly è sempre fastidioso a Vicky per andare a lavorare per suo zio in modo da poter aiutare con le finanze della famiglia. Ma Vicky vuole un lavoro in una multinazionale, che gli fornirà uno stile di vita migliore. Vicino di Vicky Shweta è infatuato con lui, ma Vicky non muta che provoca frizione tra i due.
Una piccola rissa nella colonia porta Chaddha e Vicky faccia a faccia; Chaddha conclude che Vicky potrebbe essere il donatore che sta cercando. Da qui in poi, i giorni e le notti di Chaddha vengono spesi per convincere Vicky a diventare donatore; Finalmente entra. Anche se Vicky in primo luogo è riluttante, accetta di essere un donatore di sperma dopo aver visto i soldi che potrebbe fare. Inizia a spendere denaro selvaggiamente e rinnova la sua casa e il salone di bellezza di sua madre. Egli soddisfa tutti i suoi sogni con i soldi che sta facendo. All'inizio rileva apertamente che è un donatore di sperma ai suoi amici, ma dopo aver ripetutamente disgustato, inizia a mantenerlo un segreto.
Vicky si innamora di Ashima Roy, dipendente della banca bengalese, che incontra quando va a aprire un conto. In un primo momento Ashima è respinto da Vicky e il suo atteggiamento, ma lentamente si attrae a lui. Dopo la datazione, ammettono di essere innamorati e vogliono sposarsi. Ashima comunica inoltre che era stata brevemente sposata con un bengalese che la lasciò subito dopo il matrimonio perché amava qualcun altro. Quando chiede Vicky circa il suo status, nasconde il fatto che sia un donatore di sperma che si vergogna. Nonostante l'attrito iniziale tra le famiglie di Vicky e Ashima a causa di culture contrastanti, convincono le loro famiglie e si sposano.
Dopo il loro matrimonio Vicky smette di donare lo sperma dalla fedeltà ad Ashima. È scoperto che Ashima è sterile e Vicky, con un cuore pesante, si prende cura di lei. Un giorno, guardando i rapporti del medico, Ashima non riesce a trovare i rapporti di Vicky e gli chiede dove siano. Ammette di non aver preso i test di fertilità, a causa del suo passato come donatore di sperma. Ashima diventa estremamente sconvolta poiché suo marito ha più figli mentre lei non riesce a sopportare se stessa. È anche sconvolta che le ha mentito. Ashima torna a Kolkata alla casa di suo padre.
Vicky è molto arrabbiato perché ama molto Ashima e non può vivere senza di lei. Una notte viene chiamata frenetica da sua madre che afferma che gli agenti di imposta sul reddito hanno fatto esplodere il suo salone di bellezza. Vicky esegue il suo aiuto. Una volta lì viene arrestato per sospetto di gestire denaro nero. Mentre alla stazione di polizia, Vicky viene liberata dal dottor Chaddha e ha chiuso l'aria con la polizia sui soldi di Vicky. Spiega che è un donatore di spermatozoi e il denaro è stato dai genitori che hanno usato lo sperma di Vicky. Dopo essere stato rilasciato dalla polizia, il dottor Chaddha e Vicky hanno una chiacchierata. Vicky spiega che Ashima ha lasciato a causa del suo lavoro come donatore di spermatozoi e che è sterile. Il dottor Chaddha gli dice che fisserà il suo matrimonio.
Chiede a Vicky di portare Ashima in una pensione dove ospiterà un evento. Vicky è riluttante perché non è sicuro che Ashima sia disposta a venire con lui. Dopo che Vicky ha chiacchierato con il dottor Chaddha, si reca alla residenza di sua madre. È molto sconvolta con lui e lo schiaffeggia. Lei è arrabbiata con lui per la donazione di spermatozoi. Mentre sua nonna è anche chiaramente sconvolta, lei sottolinea che Vicky ha portato felicità e gioia a quei genitori e questo è tutto ciò che conta a lei. Poi incoraggia Vicky a recarsi a Kolkata e riportare Ashima. Vicky va poi a casa di Ashima e cerca di scusarsi per il suo inganno. Anche se è riluttante, il padre di Ashima la mette in dritto e le dice che Vicky è una brava persona, e non dovrebbe lasciarlo perché è invidioso di poter avere figli.
Accetta di andare con Vicky all'evento del dottor Chaddha. Il dottor Chaddha ha chiamato tutte le famiglie che hanno ricevuto lo sperma di Vicky ad un partito di 25 anni per la sua clinica. Poi vede come Vicky abbia portato felicità nelle vite delle famiglie. Il dottor Chaddha prende Vicky e Ashima in un orfanotrofio. Spiega che mentre tracciava due figli che Vicky aveva generato, ha incontrato un figlio che ha generato che ha perso i suoi genitori in un incidente d'auto e doveva essere messo in un orfanotrofio. Dice che Vicky e Ashima dovrebbero adottarla. Sono felicemente d'accordo e di riconciliazione tra loro.
Il film finisce con il dottor Chadha che chiama Vicky a dirgli che una richiesta per il suo sperma è entrata, chiedendo se donerà. Con l'approvazione di Ashima concorda.

## Colonna sonora
1. Akshay Verma, Aditi Singh Sharma – Rok – 4:28
2. Clinton Cerejo, Aditi Singh Sharma – Kho Jaane Do – 4:57
3. Akshay Verma – Rum Whisky – 4:04
4. Ayushmann Khurrana – Pani da Rang – 4:00
5. Vishal Dadlani, Sunidhi Chauhan – Mar Jayian – 4:48
6. Mika Singh – Chaddha – 3:50
7. Sukanya Purkayastha – Pani Da Rang – 4:49
8. Bann – Mar Jayian (Sad) – 4:14